# Мартін Бегайм
Мартін Бегайм (нім. Martin Behaim, лат. Martinus de Bohemia, порт. Martinho da Boémia; 6 жовтня 1459, Нюрнберг —29 липня 1507,, Лісабон) — німецький науковець, негоціант і мореплавець, тривалий час перебував на португальській службі. Творець найстарішого із збережених до наших днів глобуса, відомого під назвою Земне яблуко.

## Початок кар'єри

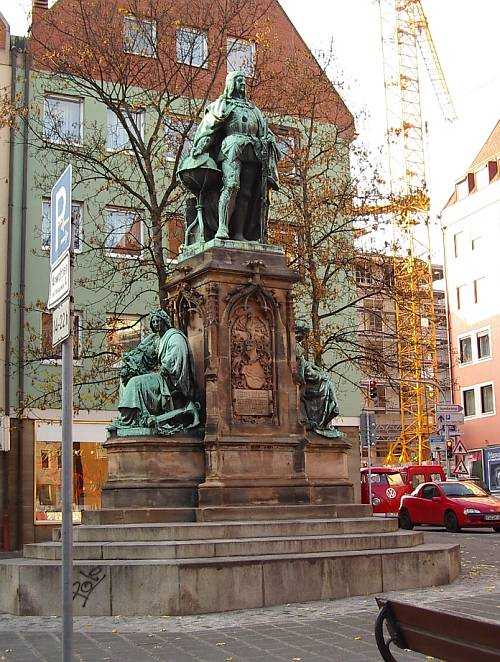
Пам'ятник Мартіну Бегайму в Нюрнберзі

Народився у 1459 році в баварському місті Нюрнберг в багатій купецькій родині, що походила з Богемії та оселилася в Нюрнбергу на початку XIV століття. Мартін був найстаршим із семи синів. Його батько, Мартін Бегайм-старший, торгував з Венецією, 1461 року був обраний до міського сенату і помер у 1471 році (Агнес Бегайм померла 8 липня 1487 року). Мартін з юних років брав участь у справах батька; після його смерті працював разом зі своїм дядьком Леонардом і Йоріусом ван Дорппом, торговцем тканинами з міста Мехелен, відвідував ярмарок у Франкфурті. Зберігся лист Бегайма до свого дядька Леонарда, датований 18 вересня 1478 року, в якому Бегайм висловлює небажання повертатися до Мехелену і прагнення покращити свої купецькі навички. У 1478 році Бегайм переселився до Антверпена, де працював у фарбувальній майстерні; там же навчався арифметики. Є відомості, що Бегайм навчався у Йоганна Мюллера, найбільшого астронома і математика того часу.

## Життя в Португалії
1484 року Бегайм вперше з'явився в Лісабоні у торговельних справах (за того часу розширювалися зв'язки Португалії з Фландрією та Ганзою), через рік був посвячений у лицарі королем Жуаном II. У 1488 році він одружився з дочкою свого друга Йоссі ван Хуртера, фламандця на португальській службі, який обіймав посаду губернатора островів Піку і Фаял (з Азорського архіпелагу), і оселився на Азорах. Шлюб дозволив Бегаймові наблизитися до двору, і, можливо, отримати посаду придворного астронома й картографа.
Іспанський хроніст Антоніо де Еррера у творі «Загальна історія Індії» (ісп. Historia General de las Indias) стверджує, що з Бегаймом зустрічався Колумб і обговорював проект плавання до Індії в західному напрямку. За словами історика, Колумб «знайшов підтвердження свого задуму у Мартіна з Богемії, друга свого, португальця, вихідця з острова Файал і знавця з космографії». Бегайм був також близький до «гуртка математиків» — групи придворних вчених, що займалися насамперед питаннями фізики, астрономії та навігації. Збереглися відомості, що Бегайм брав участь у плаванні Дієго Кана до берегів Африки (1484). Експедиція тривала 19 місяців; за цей час португальці відкрили невідомі раніше області Гамбії та Гвінеї, встановили контакти з народом волоф, дійшли до гирла річки Конго і повернулися з вантажем прянощів (перцю та кориці).

## Повернення в Нюрнберг. Виготовлення глобуса

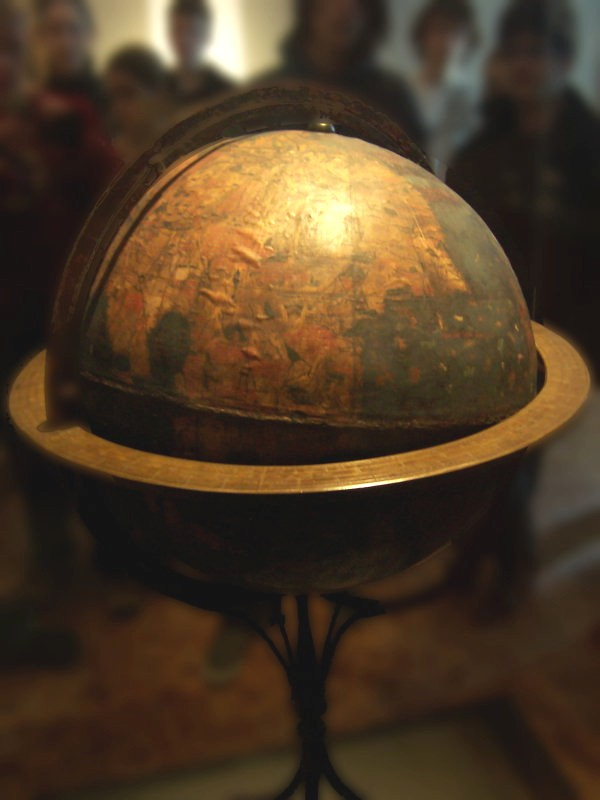
Глобус Бегайма

У 1490 році Бегайм повернувся в рідне місто у торгових справах, а також за спадщиною по матері. Георг Хольцшуер, член міської ради, який подорожував до Єгипту, до Святої землі й цікавився географічними відкриттями, переконав його залишитися в місті і створити глобус, на якому були б відображені останні відкриття португальців.
До 1494 року глобус був готовий; на ньому були відображені географічні пізнання європейців напередодні відкриття Америки. Величина глобуса, прозваного «Земним яблуком», — 507 мм в діаметрі; на ньому немає відомих нам вказівок широти і довготи, але є екватор, меридіани, тропіки і зображення знаків зодіаку. На глобусі трапляються ті ж географічні помилки, що і в картах Паоло Тосканеллі. Також представлені короткі описи різних країн і зображення їхніх жителів.

## Кінець життя
У липні 1493 року Мартін Бегайм вирушив назад до Португалії. Відомості про його життя після створення «Земного яблука» вкрай скупі. Відомо, що він займався торгівлею на острові Фаял до 1506 року, а потім переїхав до Лісабона, де й помер 29 липня 1507 року дуже бідним, причини чого є невідомі.

## Галерея

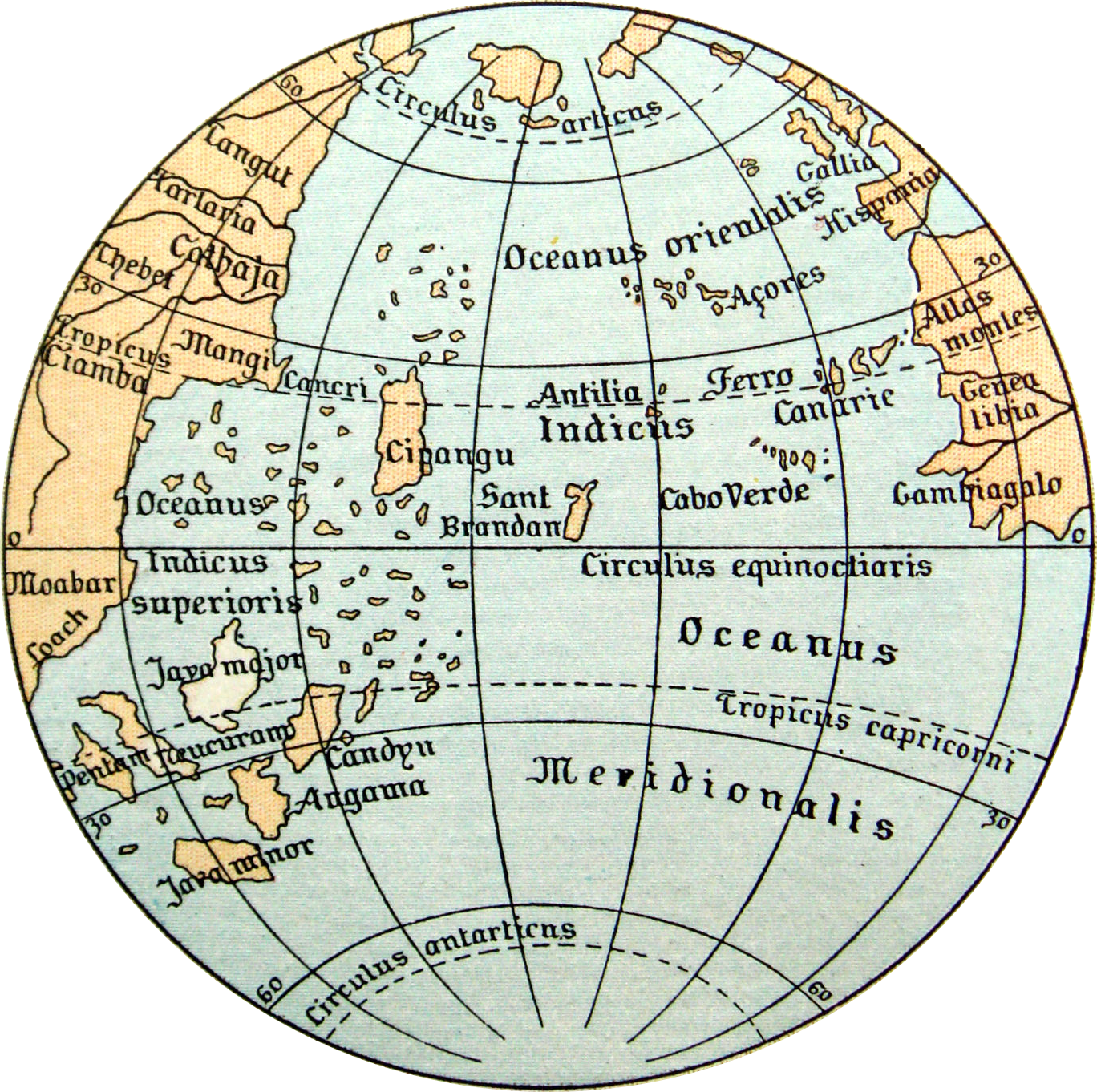
Атлантичний океан за Мартіном Бегаймом
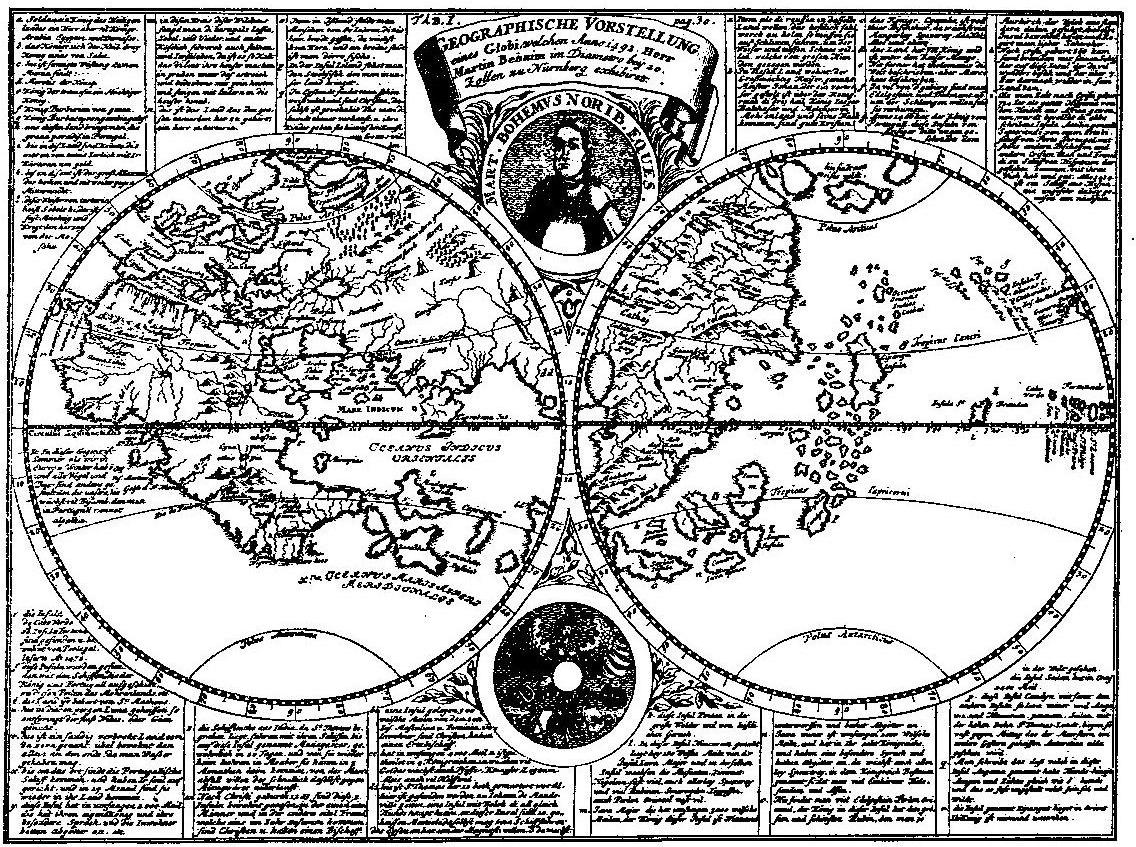
Мапа Бегайма
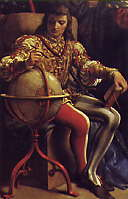
Мартін Бегайм та його «Земне яблуко»